# Musashimurayama
Musashimurayama (武蔵村山市?) è una città giapponese conurbata in Tokyo.